# Lachlan Valley Way
Der Lachlan Valley Way ist eine Hauptverbindungsstraße im Süden des australischen Bundesstaates New South Wales. Er verbindet den Hume Highway nördlich von Yass entlang des Lachlan River mit dem Cobb Highway in Booligal.

## Verlauf
Der Lachlan Valley Way zweigt nördlich von Yass vom Hume Highway (N31) nach Norden ab. Ca. 40 km westlich des Lachlan River verläuft er durch Boorowa nach Norden und erreicht bei Cowra den Fluss. Dort endet auch der von Südwesten kommende Olympic Highway (R41) und der Mid-Western Highway (R24) kreuzt.
Zusammen mit dem Mid-Western Highway führt der Lachlan Valley Way ca. 5 km nach Westen und zweigt dann erneut nach Norden ab. Immer am Südufer des Flusses entlang führt er durch Gooloogong nach Forbes, wo er den Newell Highway (N39) kreuzt. Condobolin tangiert er im Süden und verlässt dann eine kurze Strecke das Flussufer, um durch Lake Cargelligo zu führen. Südlich von Wallanthery trifft die Straße auf den Kidman Way (S87) und überwindet zusammen mit ihm die letzten 35 km bis nach Hillston.
In Hillston trennen sich beide Straßen wieder; der Kidman Way führt nach Süden, während der Lachlan Valley Way wieder dem südlichen Flussufer für die letzten 77 km Richtung Südwesten nach Booligal folgt. Dort trifft er auf den Cobb Highway (R75) und endet.

## Straßenzustand
Der Lachlan Valley Way ist zweispurig ausgebaut und größtenteils asphaltiert. Der größte Teil der Strecke zwischen Condobolin und Lake Cargellino ist nicht befestigt, ebenso wie die letzten 34 km der Strecke zwischen Lake Cargellino und Wallanthery. Der dritte nicht befestigte Streckenabschnitt sind die letzten 50 km bis Booligal.

## Straßennummerierung
Vom Hume Highway bis nach Cowra trägt der Lachlan Valley Way die Nummer Staatsstraße 81. Von Cowra bis zum Straßenende in Booligal ist er nicht nummeriert.